# 덴마크 대 프랑스 (2018년 FIFA 월드컵)
2018년의 〈덴마크 대 프랑스〉는 2018년 FIFA 월드컵 C조의 마지막 경기였다. 이 경기는 2018년 FIFA 월드컵의 유일한 무득점 경기였으며, 지루한 플레이로 인해 관중의 엄청난 야유를 불러일으켜 일명 모스크바의 수치로도 불리게 되었다.

## 경기 내용

### 상세 정보
| 덴마크 | 0 – 0  | 프랑스 |
| ------ | ------ | ------ |
|        | 리포트 |        |

| 덴마크 | 프랑스 |

| GK            | 1  | 카스페르 슈마이켈       |       |       |
| RB            | 14 | 헨리크 달스고르         |       |       |
| CB            | 4  | 시몬 키예르 (주장)      |       |       |
| CB            | 6  | 안드레아스 크리스텐센   |       |       |
| LB            | 17 | 옌스 스트뤼게르 라르센  |       |       |
| CM            | 8  | 토마스 딜레이니         |       | 90+2′ |
| CM            | 13 | 마티아스 예르겐센       | 45+3′ |       |
| CM            | 10 | 크리스티안 에릭센       |       |       |
| RF            | 23 | 피오네 시스토           |       | 60′   |
| CF            | 21 | 안드레아스 코르넬리우스 |       | 75′   |
| LF            | 11 | 마르틴 브레이스웨이트   |       |       |
| 교체 선수:    |    |                         |       |       |
| FW            | 15 | 빅토르 피셰르           |       | 60′   |
| FW            | 12 | 카스페르 돌베르         |       | 75′   |
| MF            | 18 | 루카스 레라게르         |       | 90+2′ |
| 감독:         |    |                         |       |       |
| 오게 하레이데 |    |                         |       |       |

| GK          | 16 | 스테브 망당다      |  |     |
| RB          | 19 | 지브릴 시디베      |  |     |
| CB          | 4  | 라파엘 바란 (주장) |  |     |
| CB          | 3  | 프레스넬 킴펨베    |  |     |
| LB          | 21 | 루카스 에르난데스  |  | 50′ |
| CM          | 13 | 은골로 캉테        |  |     |
| CM          | 15 | 스티븐 은존지      |  |     |
| RW          | 11 | 우스만 뎀벨레      |  | 78′ |
| AM          | 7  | 앙투안 그리즈만    |  | 68′ |
| LW          | 8  | 토마 르마르        |  |     |
| CF          | 9  | 올리비에 지루      |  |     |
| 교체 선수:  |    |                    |  |     |
| DF          | 22 | 뱅자맹 멘디        |  | 50′ |
| FW          | 18 | 나빌 페키르        |  | 68′ |
| FW          | 10 | 킬리안 음바페      |  | 78′ |
| 감독:       |    |                    |  |     |
| 디디에 데샹 |    |                    |  |     |

| 최우수 선수: 은골로 캉테 (프랑스) 부심: 이메르송 지 카르발류 (브라질) 마르셀루 반 가시 (브라질) 대기심: 다니엘레 오르사토 (이탈리아) 후보 대기심: 마우로 토놀리니 (이탈리아) 비디오 판독심: 마우로 비글리아노 (아르헨티나) 보조 비디오 판독심: 위우통 삼파이우 (브라질) 카를로스 아스트로사 (칠레) 티아구 마르팅스 (포르투갈) |

## 같이 보기
- 히혼의 수치
- 일본 대 폴란드 (2018년 FIFA 월드컵)